# Briana Williams
Briana Williams (n. 21 martie 2002, Miami, Florida, SUA) este o atletă jamaicană, medaliată olimpică. A participat la o ediție a Jocurilor Olimpice (2020) în care a câștigat o medalie de aur în proba de 4x100 de metri.

## Palmares
| An   | Competiție                         | Locație                 | Loc | Eveniment | Note  |
| ---- | ---------------------------------- | ----------------------- | --- | --------- | ----- |
| 2018 | Campionatul Mondial de Juniori     | Tampere, Finlanda       | 1   | 100 m     | 11.16 |
| 2018 | Campionatul Mondial de Juniori     | Tampere, Finlanda       | 1   | 200 m     | 22,50 |
| 2019 | Campionatul Panamerican de Juniori | San José, Costa Rica    | 1   | 100 m     | 11,38 |
| 2019 | Campionatul Panamerican de Juniori | San José, Costa Rica    | 2   | 4×100 m   | 44,36 |
| 2021 | Jocurile Olimpice                  | Tokio, Japonia          | 1   | 4×100 m   | 41,02 |
| 2022 | Campionatul Mondial în sală        | Belgrad, Serbia         | 6   | 60 m      | 7,04  |
| 2022 | Campionatul Mondial                | Eugene, Statele Unite   | 2   | 4×100 m   | 41,18 |
| 2023 | Campionatul Mondial                | Budapesta, Ungaria      | 2   | 4×100 m   | 41,21 |
| 2024 | Campionatul Mondial în sală        | Glasgow, Marea Britanie | 14  | 60 m      | 7,19  |

1. 1 2  Atleta a participat doar la calificări.

## Legături externe
Materiale media legate de Briana Williams la Wikimedia Commons
- en Briana Williams la World Athletics
- en Briana Williams la Olympedia.org